# آنتیوپی ملیدونی
آنتیوپی ملیدونی (انگلیسی: Antiopi Melidoni؛ زادهٔ ۱۱ اکتبر ۱۹۷۷) بازیکن زن واترپلو اهل یونان است.
وی در مسابقات کشوری و بین‌المللی در مجموع برندهٔ ۱ مدال طلا، ۱ مدال نقره شده‌است.